# Colonia Santa Elena de la Cruz
Colonia Santa Elena de la Cruz är en ort i Mexiko.   Den ligger i kommunen Cuernavaca och delstaten Morelos, i den sydöstra delen av landet, 50 km söder om huvudstaden Mexico City. Colonia Santa Elena de la Cruz ligger 1 987 meter över havet och antalet invånare är 167.
Terrängen runt Colonia Santa Elena de la Cruz är kuperad åt sydost, men åt nordväst är den bergig. Runt Colonia Santa Elena de la Cruz är det tätbefolkat, med 881 invånare per kvadratkilometer. Närmaste större samhälle är Cuernavaca, 6,8 km sydost om Colonia Santa Elena de la Cruz. I omgivningarna runt Colonia Santa Elena de la Cruz växer i huvudsak blandskog.